# Четыре благородные истины
Четыре благородные истины, четыре святые истины, четыре истины святого (санскр. чатвари арья-сатьяни, пали чаттари ария-саччани, тиб. пакпе ден ши) — одно из базовых учений буддизма, которого придерживаются все его школы. Четыре благородные истины сформулировал Будда Шакьямуни, и кратко их можно изложить так:
1. Существует страдание.
2. Существует причина страдания — жажда[2][3][4][5], страстное желание[2].
3. Существует прекращение страдания — ниродха[6][7], нирвана.
4. Существует путь, ведущий к прекращению страдания, — Благородный Восьмеричный путь (арья-аштанга-марга).

Они приводятся в «Сутре запуска Колеса Дхармы» (Палийский канон, Саньютта-никая, 56.11), излагающей первую проповедь Будды. Формулировки четырех благородных истин сопоставимы с формулировками врача, ставящего больному диагноз и назначающего лечение: 1) констатация болезни и постановка диагноза; 2) причина болезни, этиология и патогенез; 3) прогноз, указывающий на возможность исцеления; 4) курс лечения, прописанный больному.
Буддологи д-р филос. наук В. Г. Лысенко и д-р филос. наук И. С. Урбанаева отмечали, что санскритское слово satya (пали sacca), которое переводится обычно как «истина», в данном контексте означает не «соответствие знаний реальности» или «логически обоснованное и отражающее субъективный уровень понимания реальности убеждение» (как в западноевропейской философии), а саму реальность, «экзистенциальный факт реальности», «реально существующую вещь», «факт бытия». Четыре «истины-реальности» не являются для буддиста предметом веры, они требуют активного к себе отношения: первая истина требует понимания, вторая — отбрасывания, третья — осуществления, четвёртая — следования.
Четыре благородные истины указаны в качестве объектов медитации в «Сатипаттхана-сутте», «Махасатипаттхана-сутте», тхеравадинской «Висуддхимагге», дацанской литературе тибетского буддизма и других текстах.

## История появления
Все жизнеописания Будды упоминают, что четыре благородные истины были познаны им в местечке Бодхгая, расположенном примерно в 10 км к югу от города Гая (Индия, штат Бихар) под древом бодхи в ночь Просветления: в 14-й день месяца вайщакха, в полнолуние. По легенде Мара всю эту ночь яростно препятствовал Шакьямуни творить духовный подвиг: насылал на него толпы злых духов, отправлял к нему своих соблазнительных дочерей, обрушивал на него землетрясение и ураганы (согласно некоторым текстам, дочери Мары явились соблазнять Будду через ночь после Просветления). Но Шакьямуни охраняли десять совершенных качеств, обретенных им в этой и прошлых жизнях: щедрость, нравственная чистота, способность к отречению, интуитивная мудрость, самоотверженность, терпение, правдивость, решимость, любовь и сострадание ко всем живым существам, невозмутимость. Бодхисаттва остался непоколебим, и бог зла Мара отступил. «Вечером под древом сидел Гаутама, а утром следующего дня с сиденья поднялся Будда.»
Хотя четыре благородные истины имеют определенный логический смысл, канонические тексты буддизма подчеркивают, что они были открыты Буддой не с помощью рационалистического мышления. Когда он пребывал в состоянии глубокой медитации, эти истины «поднялись к нему из самых глубин его существа». Будда воспринял истины посредством «прямого знания», доступного практикам йогических упражнений, избрал истины объектом сосредоточения и, глубоко погрузившись в их созерцание, обрел способность «видеть их напрямую».
В «Махавагга-сутте» повествуется о том, что Будда размышлял над открытым им Законом в течение семи дней (по другим источникам — четырех недель или семи недель). И его стали посещать сомнения: есть ли на Земле хоть один человек, способный глубоко понять это учение? Только после вмешательства бога Брахмы Сахампати было принято решение о возможности проповедовать истины и обучать им.
Просветленный отправился в Оленью рощу на окраине местечка Сарнатх (также называемого на пали Исипатана и на санскр. Ришипатан — «Место святых мудрецов»), что близ города Варанаси. Там он нашел пятерых аскетов, с которыми практиковал ранее и которые его оставили, и рассказал им в своей первой проповеди о четырех благородных истинах. Данная речь Будды произвела на аскетов значительное впечатление, после чего они стали первыми членами буддийской монашеской общины. Монашеская община вместе с Буддой и Дхармой (Законом, Учением) составляет «Три Драгоценности» (Триратна) — три объекта поклонения буддистов. Первую проповедь слушали также две газели, которые позднее стали выступать символами буддийского учения: две газели изображаются по обе стороны «колеса Учения» (дхармачакра), восемь спиц которого символизируют восемь этапов буддийского Благородного пути. Позднее первая проповедь Будды была оформлена в виде «Дхармачакра-правартана-сутры». В данном тексте отмечается, что у одного из тех пятерых монахов по имени Каундинья от слушания первой проповеди Будды открылось «незагрязненное ви́дение дхармы»: «Всё, что слагается, — пресечется».

## Первая благородная истина страдания
Дуккха, истина страдания (пали dukkha ariya sacca, или dukkha sacca; санскр. duḥkha satya) — «беспокойная неудовлетворенность», «дискомфорт», «расстройство», «страдание». Согласно традиционному определению, первая благородная истина — это «то, что является следствием омрачений и загрязненной кармы». То есть, тело и ум.
Вот, о братья, благородная истина о страдании. В муках рождается человек, он страдает увядая, страдает в болезнях, умирает в страданиях и печали. Стенания, боль, уныние, отчаяние — тяжки. Союз с немилым — страдание, страдание — разлука с милым, и всякая неудовлетворенная жажда сугубо мучительна. И все пять совокупностей, возникших из привязанностей — мучительны. Такова, о братья, благородная истина о страдании.
Три уровня страдания:
1. Страдание страдания (санскр. духкха-духкхата) — простая духкха, вызванная рождением, болью, болезнью, старостью, смертью, потерей близких, неблагоприятными условиями и т. п.
2. Страдание перемен (санскр. випаринама-духкхата), вызванное непостоянством (анитья) и скоротечностью счастливых моментов существования, — любая земная радость, включая «возвышенные блаженные состояния» во время религиозных практик.
3. Страдание обусловленности (санскр. санскара-духкхата) — всеохватывающая неудовлетворительность, вызываемая обусловленным характером всех составных феноменов[29].

Четыре вида страдания, охватывающего опыт всех живых существ:
1. Страдание рождения.
2. Страдание старости.
3. Страдание болезни.
4. Страдание смерти.

Также под дуккхой Будда понимал следующие психические явления: печаль, скорбь, несчастье, беспокойство, «соединение с тем, что не нравится», «разъединение с тем, что нравится» и «невозможность достичь желаемого». Лёгкий уровень страданий включает в себя недовольство, несогласие, неудовлетворённость, наиболее тяжёлый — боль, мучение, смерть.
Удовольствие (сукха) также понимается в буддизме как разновидность страдания, так как, например, разъединение с нравящимся в итоге тоже приводит к страданию. Согласно буддийскому учению о непостоянстве всех явлений в мире (анитье), подобное удовольствие всегда конечно, после чего оно сменяется дуккхой.
Часто термин дуккха переводят как страдание, хотя это не совсем верно. Под словом «дуккха» в буддизме понимается вся совокупность «болезненных пристрастий» и доставляемых ими неприятных чувств в течение жизни человека.
Первая благородная истина не говорит о том, что «всё в мире пронизано духкхой», так как дуккха относится не к внешнему миру, а к внутреннему опыту существ. В конце изложения истины страдания Будда суммирует сказанное: «Пять агрегатов „привязанности“ (упадана-скандха) суть духкха». Здесь речь идет о пяти группах (скандхах) кармически обусловленных психофизических явлений (дхарм), составляющих опыт индивида: форма (рупа), ощущения (ведана), представления (санджня), кармические составляющие (самскара), чувственные распознавания (виджняна). Духкха охватывает все формы существования, включая богов. И буддийская космология («психокосм»), которая на самом деле является одним из способов описания внутреннего мира, относится к первой истине.

### Четыре аспекта истины страдания
В некоторых текстах южного буддизма, в северной Абхидхарме, в индийских классических трудах «Абхидхармакоша»,«Йогачарабхуми-шастра» (глава «Шравакабхуми»), «Абхисамаяаламкара», «Праманавартика» смысл четырех благородных истин развертывается в виде шестнадцати аспектов: каждая из истин имеет четыре аспекта, или характеристики. Эти шестнадцать аспектов являются объектами (темами) для размышлений и последующей медитации. Считается, что медитация над шестнадцатью аспектами четырех благородных истин уменьшает основу проявления омрачений (клеш) и усиливает основу возникновения всего положительного. Основой для проявления омрачений служат ложные воззрения (дришти), причина спонтанности их проявления — неведение (авидья). Необходимо заменить основу, на которой проявляются омрачения, на мудрость (праджня) и правильные воззрения, соответствующие шестнадцати аспектам четырех благородных истин.
Четыре характеристики истины страдания:
1. Непостоянство (анитья): «Всё производное непостоянно»[37]; любые комбинации пяти групп (скандх) элементов, составляющих феноменальный мир, носят временный характер[35]. Четыре вида грубого непостоянства: «конец рождения — смерть, конец встречи — расставание, конец накопления — истощение, конец высокого положения — падение»[37].
2. Страдание (духкха): «то, что рождается под контролем омрачений, обладает природой страдания»[37]; все феномены поражены страданием, поскольку комбинации пяти групп (скандх) элементов обусловлены действием кармы и загрязняющих факторов (клеша, аварана)[35].
3. Пустота (шуньята): «пять скандх пусты от истинного существования»[37]; элементы, составляющие личность, лишены собственной сущности и обладают лишь условными характеристиками, которые проявляются в комбинациях[35].
4. Бессамостность (анатман): «всё бессамостно, нет „я“ и „моего“»[37]; не существует какой-либо сущности, отдельной от пяти групп (скандх) элементов, самоотождествленной и управляющей комбинацией групп элементов[35].

Формулировки четырех аспектов истины страдания и видов грубого непостоянства можно найти также в джатаке «Изложение различных примеров [обретение Учения]» из «Сутры о мудрости и глупости» (тиб. Дзанлундо), где Бодхисаттва пошел на жестокие испытания ради получения «святого Учения» (Дхармы). Дхармакирти в «Праманавартике» поясняет, что четыре аспекта истины страдания связаны определенным порядком медитации: «Из постижения непостоянства возникает понимание страдания, из понимания страдания возникает понимание пустоты и бессамостности». Считается, что познание именно первых четырех из шестнадцати аспектов имеет наибольшее значение: после постижения первых четырех аспектов постигнуть остальные становится проще. Медитация над четырьмя аспектами истины страдания призвана породить отвращение к сансаре.

## Вторая благородная истина причины страданий
Самудая, истина причины страдания (пали dukkha samudaya ariya sacca, или samudaya sacca; санскр. samudaya satya) — «возникновение», «происхождение», «появление». Вторая благородная истина указывает на то, что причины страдания и счастья не во внешнем мире, а в нас самих. Эта истина самая философская из всех четырех, поскольку, согласно ей, дуккха не является самосущим положением вещей, а причинно обусловлена . Это определяет онтологический статус дуккхи: в индийской философии следствие считается по отношению к его причине чем-то второстепенным, производным. (См. также пратитья-самутпада.)
Согласно второй благородной истине, причиной дуккхи является желание (влечение, привязанность), жажда, или ненасытное стремление (санскр. тришна, пали танха, букв. «жажда»), которое основано на ложном воззрении (диттхи) о постоянстве своего «Я», о существовании атмана. В наиболее общем понимании под причиной дуккхи также подразумевается как влечение и «привязанность к жизни» и приятным ощущениям в ней, так и отвращение к жизни и неприятному в ней. Данные влечения и отвращения формируются из неведения (авидьи) человека о природе реальности, а также из других основных омрачений, включающих страсть и гнев. В тибетском буддизме неведение может считаться основной причиной страданий, в качестве дополнительных могут выступать другие омрачения, в том числе жажда (страсть) и привязанности как наиболее значимые из них, а также карма.
Постоянное стремление удовлетворить все возникающие потребности приводит к разочарованию, потому что многие желания невозможно осуществить в полной мере. Это в итоге приводит к возникновению кармы (совокупность действий человека, включая его мысли и поступки). Карма вовлекает человека в процесс стремления к хорошему и плохому. Этот процесс приводит к возникновению новой кармы. Так возникает «круговорот сансары», в котором непрерывно находятся живые существа.
И вот, о братья, благородная истина о начале страдания. Истинно! — тот зачаток страдания лежит в жажде, обрекающей на возрождение, в этой ненасытной жажде, что влечёт человека то к тому, то к другому, связана с людскими усладами, в вожделении страстей, в вожделении будущей жизни, в вожделении продления настоящей. Такова, о братья, благородная истина о начале страданий.
Таким образом, причина неудовлетворённости состоит в жажде. Удовлетворение желаний очень скоротечно и через короткое время приводит к появлению новых желаний. Таким образом получается замкнутый цикл по удовлетворению желаний. Чем больше желаний не могут быть удовлетворены, тем больше растут страдания.
Жажда (тришна) бывает трех видов: 1) «чувственных удовольствий», 2) «существования», 3) «саморазрушения». «Это жажда, себя поддерживающая, ... а именно: жажда обладать, жажда быть, жажда избыть.» Существует следующее истолкование этих трех видов жажды: 1) пребывание в сладострастии; 2) пребывание в неведении относительно подлинных целей и ценностей жизни; 3) пребывание в неприязни, зависти и ненависти, включая крайнюю форму в виде желания убийства. Прямым следствием жажды, согласно двенадцатичленной формуле бытия, является привязанность (упадана) к множеству вещей и состояний, в наиболее основной форме проявляющаяся в использовании человеком терминов «я» и «моё» относительно своего опыта. Привязанность в первую очередь связывается с неведением (авидья) человека о своей природе и конструированием ложных концепций (диттхи) о своём «я», ошибочно понимаемом как постоянного, что противоречит буддийской теории анатмавады. Подобная привязанность является основной причиной пребывания в сансаре.
Источник загрязненной кармы, ведущей к пребыванию в сансаре, кроме привязанности (рага), часто лежит в ненависти (доса), причиной которой также является неведение, незнание истинной природы всех существ и неодушевлённых предметов. Это не просто следствие недостаточного знания, но ложное мировоззрение, измышление полной противоположности истины, ошибочное понимание реальности.
Согласно сутрам праджняпарамиты, причиной страдания кроме неведения и привязанностей является также множество «тонких ментальных видов „омрачений“».

### Четыре аспекта истины причины страдания
1. Причины (хету): есть две причины страданий — во-первых, омрачения (клеши), во-вторых, карма; в буддизме нет речи о неких внешних причинах страданий[52]; желания и привязанности являются причиной всех разновидностей страдания. Условный субъект («получатель») этих желаний, страстей и привязанностей представляет собой по сути набор когнитивных отношений, эмоциональных и кармических причинно-следственных связей[35].
2. Источник (самудая): источник всех омрачений, страданий и всего в сансарическом мире — это неведение (авидья)[52]; постоянный источник и движущая сила страдания — условный субъект («получатель») желаний, привязанностей и кармических связей[35].
3. Условие (пратьяя): условиями для создания новой отрицательной кармы и воспроизводства круговорота сансары являются омрачения (клеши)[52]; условиями «притока» страдания в следующих воплощениях являются желания, привязанности и условный субъект («получатель») этих желаний и привязанностей[35].
4. Насыщенность возникновения (прабхава) — возрастание страданий: омрачения (клеши), подобно маслу, подливаемому в огонь, способствует усилению страданий[52]; чем сильнее желания и привязанности, тем более сильные страдания им сопутствуют[35].

Медитация над четырьмя аспектами истины источника, как и над четырьмя аспектами истины страдания, призвана породить отвращение к сансаре.

## Третья благородная истина прекращения страданий
Ниродха, истина пресечения страданий (пали dukkha nirodha ariya sacca, или nirodha sacca; санскр. nirodha satya) — «прекращение», «затухание», «подавление». Третья благородная истина указывает, что настоящее прочное счастье — это ум, полностью чистый от омрачений. Это самая «религиозная» из четырех истин, так как она заявляет о возможности спасения от неудовлетворительности и конечности бытия. Представляет собой освобождение от желаний и вызывающих их омрачений, достижение нирваны. Может быть описана следующим образом: «Это полное успокоение [волнений] и прекращение, отказ, отъединение, это освобождение с отдалением от той самой жажды (освобождение-отдаление)».
И вот, о братья, благородная истина о пресечении страданий. Истинно! — то пресечение страданий есть уничтожение жажды, победа до конца над страстями, исцеление, освобождение, бесстрастность. Такова, о монахи, благородная истина о пресечении страданий.
Состояние, в котором нет дуккха, достижимо. Устранение загрязнений ума (ненужных привязанностей, ненависти, зависти и нетерпимости) — это и есть истина о состоянии за пределами «страдания». Но мало просто так прочитать об этом. Чтобы понять эту истину, нужно использовать медитацию на практике, чтобы очистить ум. О том, как реализовывать это в повседневной жизни, говорит четвёртая истина.
Некоторые монахи, странствовавшие с Буддой, понимали третью истину неверно, как полный отказ от всех желаний вообще, самоистязание и полное ограничение всех потребностей, поэтому Будда в своей речи предостерегает от такого толкования (см. ниже 2-ю цитату в разделе «Четвертая благородная истина пути»). Ведь даже сам Будда имел желания есть, пить, одеваться, постигать истину и т. д. То есть тут важно отделить правильные желания от неправильных, и следовать «срединному пути», не вдаваясь в крайности.
Практика, ведущая к освобождению от жажды и страстей, включает в себя «культивирование любви, дружелюбия, милосердия, сострадания и сочувствия к другим существам». Эти благие состояния считаются противоядиями от омрачений и «злой» кармы. В деле спасения буддизм придает чрезвычайно большое значение сознательным усилиям адепта: «Ибо сам человек совершает зло, и сам оскверняет себя. Не совершает зло от тоже сам, и сам очищает себя. Чистота и скверна связаны с самим собой. Одному другого не очистить.» (Дхаммапада, 165)

### Четыре аспекта истины прекращения страдания
1. Пресечение (ниродха): подавление истинных причин страдания в потоке сознания[35]; момент, когда индивид, проходя процесс трансформации, освобождается от грубых омрачений (клеш)[54];
2. Умиротворение (шанта): полная свобода ума от омрачений, освобождение, нирвана; в терминологии махаяны — «пустота ума, чистого от клеш»[54]; поскольку истинные причины страдания в потоке сознания подавлены, сознание пребывает в покое[35].
3. Полнота совершенства (пранита): достижение, высшее благоприятствование — «высшее состояние счастья, блаженства», наступающее с пресечением[54]; поток сознания, пребывающий в покое, уже не связан с аффектами[35].
4. Бесповоротный выход (нихсарана): полное и безусловное прекращение страдания[35].

Медитация над четырьмя аспектами истины прекращения страдания выполняется для зарождения искреннего желания освобождения.

## Четвёртая благородная истина пути
Магга, путь, ведущий к пресечению страданий (пали dukkhanirodhagāminī paṭipadā ariya sacca, или magga sacca; санскр. mārga satya) — Благородная истина Срединного (или Восьмеричного) пути. Четвертая истина имеет практический, сотериологический характер и подчеркивает оптимизм буддийского послания.
И вот, о братья, благородная истина о пути, ведущем к утолению всякой скорби. Истинно! — то благородный Восьмеричный Путь — истинное воззрение, истинное намерение, истинная речь, истинные поступки, истинный образ жизни, истинное усердие, истинное размышление, истинное сосредоточение. Такова, о монахи, благородная истина о пути, ведущем к утолению всякой скорби.
Все источники сходятся в том, что Шакьямуни в начале своих духовных поисков, следуя наставлениям брахмана, подвергал себя суровым и опасным испытаниям, которые довели его до крайней степени истощения, но не принесли освобождения. Тогда Шакьямуни перестал ограничивать себя в пище и встал на путь освобождающей медитации. Это отвратило от него пятерых сподвижников, решивших, что он отказался от духовных целей. После достижения «пробуждения», Будда нашел покинувших его пятерых аскетов, смог снова добиться их доверия и провозгласил доктрины Четырех благородных истин и «Срединного пути», ведущего к освобождению, который исключает две крайности: суровый аскетизм и потворство собственным желаниям.
И вот Всеблагой обратился к окружающим его пяти монахам и сказал: 
Две есть крайности, о братья, которым не должен следовать тот, кто отрекся от мира. С одной стороны, — влечение к вещам, вся прелесть которых зависит от страстей и от всего более, от чувственности: это низкий путь похоти, недостойный, недолжный для того, кто отдалился от мирских обольщений. С другой стороны, путь самоистязаний, недостойный, мучительный, бесплодный.
Есть средний путь: о братья, далекий от тех двух крайностей, возвещенный Совершенным — путь, отверзающий очи, просветляющий разум и ведет тот путь к душевному миру, к возвышенной Мудрости, к совершенству пробуждения, к Нирване!
Каков же тот средний путь, о монахи, — путь далекий от обеих крайностей, возвещенный Совершенным, что ведет к Совершенству, к возвышенной Мудрости, к душевному миру, к совершенному пробуждению, к Нирване?

Истинно! То восьмеричный Благородный путь: истинное воззрение, истинное намерение, истинная речь, истинные поступки, истинный образ жизни, истинное усердие, истинное размышление, истинное сосредоточение 
Благородный восьмеричный путь делится на три этапа:
1. Мудрость (праджня): правильное воззрение, правильная решимость — «культивирование мудрости», связанное с практикой випашьяны.
2. Нравственность (шила): правильная речь, правильное поведение, правильный образ жизни — «культивирование поведения».
3. Сосредоточение (самадхи): правильное усердие, правильное памятование, правильное сосредоточение[56] — «культивирование психики», связанное с практикой шаматхи[57].

«Правильный», «истинный» (санскр. самьяк, пали самма) здесь означает соответствующий «срединному пути» — между крайним аскетизмом и гедонизмом, между верой в вечный атман (сассатавада; см. также анатман, анатмавада) и материалистическим воззрением о полном разрушении души после смерти (уччхедавада). Среди буддистов есть две точки зрения о порядке осуществления трех этапов восьмеричного пути: 1) сначала нравственность (шила), потом сосредоточение (самадхи), после этого мудрость (праджня); 2) этап нравственности и этап сосредоточения должны осуществляться одновременно с культивированием мудрости.
Если последователь сделает четыре благородные истины ключевой частью своей жизни, а затем сможет освободиться от «эгоистического самосознания» и увидеть истины «такими, каковы они есть», то, согласно Дигха-никае, он обретёт «ликование», «радость» и «безмятежность».

### Интерпретация истины пути в Праджняпарамита-сутрах
В праджняпарамитских сутрах махаяны четыре благородные истины излагаются более подробно и переосмысливаются «на более глубоком уровне», чем в «первом повороте» «колеса Учения», совершённом Буддой в Оленьем парке. Если сравнивать презентацию четырех истин в суттах тхеравады и сутрах праджняпарамиты, то наибольшее отличие содержится в интерпретации четвертой истины. Учение праджняпарамиты предлагает путь, основанный на постижении «пустоты» и развитии бодхичитты (альтруистической устремленности к достижению полного пробуждения на благо всех живых существ). Постижение «пустоты» в сочетании с достижением бодхичитты представляет собой «совершенное единство» мудрости (праджня) и метода (упая).

### Четыре аспекта истины пути
1. Путь (марга): существует путь освобождения, бесповоротно устраняющий омрачения, который следует реализовать в собственном сознании; под этим путем понимается внеконцептуальная мудрость (праджня), постигающая напрямую отсутствие самобытия («пустоту»)[60].
2. Метод (ньяя): осознавание, или ви́дение (тиб. ригпа), как метод пресечения омрачений (клеш); познание абсолютной природы феноменов — отсутствие их самобытия, в особенности пустоты «я» от самобытия[60]; в этом состоянии открывается истинная природа сознания[61].
3. Реализация (пратипатти): освоение мудрости (праджня), постигающей напрямую отсутствие самобытия феноменов[60] и «пустотной природы» ума[61]; привыкание к отсутствию истинного самосущего «я»[60].
4. Истинное освобождение (найрьяника): полное искоренение тонких препятствий, связанных с познанием, — «познавательных завес» (аварана); самые тонкие препятствия связаны с цеплянием за представления о независимом, истинном, самосущем «я»[60].

Медитация над четырьмя аспектами истины пути, как и над четырьмя аспектами истины прекращения, выполняется для зарождения искреннего желания достичь освобождения.

## Предполагаемые плоды медитации на благородных истинах
Согласно «Абхидхармакоше», плод практики ви́дения благородных истин — устранение ложных воззрений, искоренение извращений сознания и обретение статуса «вступившего в поток» (шротапанна). Имеются в виду следующие пять ложных воззрений (санскр. паньча дришти-свабхавах — «пять, внутренняя сущность которых — ложные воззрения»):
- «Вера в реальность личности» — либо мнение, что существует субстанциональное «я» (атман), а не пять групп причинно-обусловленных дхарм (пять скандх), либо вера, что существует и «я», и пять скандх, принадлежащих «я». (См. также Анатмавада.)
- «Ересь привязанности к крайним точкам воззрения» — приверженность экстремальным идеям вечности «я» или полной уничтожимости «я» в момент смерти.
- «Собственно ложные воззрения» — отрицание реальности благой и неблагой кармы и существования благородных личностей (арья-пудгала).
- «Привязанность к еретическим воззрениям» — аффективный эгоизм, базирующийся на ошибочном мнении, что обретение новых рождений в сансаре и есть самое лучшее.
- «Привязанность к ложной практике обетов и ритуалов» — обрядоверие, убежденность в самоценности правил и ритуалов брахманистских и иных небуддийских школ.

Извращения сознания (випарьяса) — это извращенные представления о реальности и извращенные мысли, связанные с ложными воззрениями.
Далее йогин переходит к сосредоточению сознания на «увиденном», уничтожающему «тонкие», менее интенсивные по проявлениям аффективные загрязнения сознания, и достигает последовательно статусов «возвращающегося один раз» (сакридагамин), «невозвращающегося» (анагамин), архата.

## «Отрицание» четырёх благородных истин
Сутра сердца, которой придерживаются ряд махаянских школ, «отрицает» (на практике снимает диалектически) «реальность Четырех благородных истин» («в пустоте нет ни страдания, ни причины страдания, ни прекращения страдания, ни пути»), что, как указывает Е. А. Торчинов, звучало кощунственно и шокирующе для последователей хинаяны, живших в период появления и развития махаяны. В то же время буддологи В. Г. Лысенко и Е. А. Торчинов включают четыре благородные истины в списки основных элементов учения, которые являются общими для всех школ.
Буддолог Э. Конзе, рассматривая учение о пустоте в буддизме, высказывал следующее мнение о месте четырёх благородных истин относительно абсолютной истины в буддизме: «Все учения, даже Четыре благородные истины, — ложь, свидетельство нашего неведения. Теории скрывают от нас невыразимый свет Единого и являются всего лишь условными истинами, — в том смысле, что они соответствуют различным уровням духовного опыта людей».
Нагарджуна в «Коренных строфах о срединности (Муламадхьямака-карика)» в главе 24 «Исследование четырех Благородных истин» пишет (строфы 8-10): «Будды наставляли в Дхарме, опираясь на две истины: истину мирских конвенций (локасамвиритти-сатья) и истину в высшем смысле (парамартхатах)». Четыре благородные истины здесь не принадлежат абсолютной реальности, поскольку обусловлены, связаны с концептуализацией и пусты от собственной сущности, они отнесены к обыденному уровню реальности. И далее: «Те, кто не распознают различие этих двух истин, не распознают глубинной истины и всего буддийского учения». После этого объясняется, для чего необходимо различение двух уровней истины, и почему важна не только абсолютная истина, но и условная: «Высшей истине никто не учит, если реципиент не опирается на истину „практическую“ (вьявахара), а без усвоения высшей истины не может быть достигнута нирвана».
В тибетском буддизме четыре благородные истины познаются в процессе аналитической медитации как с точки зрения относительной истины, так и с точки зрения абсолютной истины (их подлинной сущности).

### Три уровня презентации четырех благородных истин
Согласно учению индо-тибетской махаяны, Будда преподал четыре благородные истины на трех уровнях:
1. С точки зрения их сущности: «1) Вот арийская истина страдания; 2) Вот арийская истина источника; 3) Вот арийская истина пресечения; 4) Вот арийская истина пути».
2. С точки зрения практики: «Признайте Благородную Истину Страдания. Отбросьте Благородную Истину Источника. Осуществите Благородную Истину Пресечения. Медитируйте на Благородную Истину Пути».
3. С точки зрения результата: «Признайте Благородную Истину Страдания, но здесь нечего признавать. Отбросьте Благородную Истину Источника Страдания, но здесь нечего отбрасывать. Осуществите Благородную Истину Пресечения, но осуществлять нечего. Медитируйте на Благородную Истину Пути, но медитировать не на что». После прохождения пути и достижения освобождения, омрачения и страдания, существующие взаимозависимым образом, видятся такими, какие они есть: бессамостными, нереальными, пустыми от самобытия, что соответствует праджняпарамите[69].

## Трактовка
Буддолог и специалист по тибетскому буддизму И. С. Урбанаева считает, что с позиции махаяны в сущности четыре благородные истины представляют собой «учение о пути постижения пустоты, или абсолютной природы всех феноменов».

## Критика
Буддолог И. С. Урбанаева отмечала, что в современной буддологической литературе четыре истины интерпретируются, как правило, в западноевропейском гносеологическом формате: «первая благородная истина — это истина о страдании, вторая истина — это истина об источнике, третья истина — это истина о пресечении, четвертая истина — это истина о пути». Однако, согласно индийской и тибетской традициям, Будда в своей первой проповеди указал на фундаментальные факты бытия: «1) „Вот арийская истина страдания“; 2) „Вот арийская истина источника“; 3) „Вот арийская истина пресечения“; 4) „Вот арийская истина пути“.».
Ряд современных учёных-буддологов (К. Р. Норман, Л. Шмитхаузен, Э. Ламотт, А. Баро, Питер Скиллинг и другие) утверждают, что «учение о четырёх благородных истинах является добавкой, хотя и сравнительно ранней, к древнейшей версии „биографии“ Будды» или последующей систематизацией учения Будды.
Буддолог Б. И. Кузнецов после изучения большого количества наиболее древних текстов выразил мнение о том, что четыре благородные истины и некоторые другие известные концепции сформировались окончательно только в сарвастивадской буддийской школе.
К. Р. Норман, в свою очередь, после изучения вопроса выразил мнение, что четыре благородные истины в таком виде отсутствовали в наиболее ранней версии «Дхаммачаккапаваттана-сутты».

## Как общая схема системиндийской философии
Все индийские философские системы считали себя учениями о спасении. В соответствии с этим они исходили из понятия целого (sarvam), которое раскалывалось на две половины — феноменальную жизнь и абсолют (samsara и nirvana). Феноменальная часть далее путем анализа разделялась на ее действительные состояния (duhkha), на их движущие силы (duhkha-samudaya) и их постоянное угасание (marga). Когда это угасание достигнуто (nirodha), то жизнь поглощается абсолютом, сущность которого трактуется различным образом. Эти четыре положения — четыре "благородные истины", как несовершенно переводится этот термин, обычно представленный как основной принцип буддизма, не содержат в действительности никакого учения вообще. Это лишь схема для философских построений, и как таковая она принята всеми индийскими системами без исключения. Эти четыре понятия действительно пронизывают все индийское философское мышление. Уддьотакара по этому поводу говорит: "Имеются четыре предмета, которые исследуются каждым философом в каждой системе метафизики". В соответствии с этим каждая философская система должна содержать анализ элементов бытия, учение об их движущих силах, учение об абсолюте и учение о методе, которому надо следовать, для того чтобы вырваться из оков феноменальной жизни и слиться с абсолютом.— Ф.И. Щербатской, Концепция буддийской нирваны  

### Научная литература
- Армстронг К. Будда. — 2-е изд.. — М.: Альпина нон-фикшн, 2016. — 224 с. — ISBN 978-5-91671-518-7.
- Андросов В. П. Четыре Благородные истины // Будда Шакьямуни и индийский буддизм. Современное истолкование древних текстов. — М.: Издательская фирма «Восточная литература» РАН, 2001. — С. 148—154. — 508 с. — ISBN 5-02-018236-2.
- Четыре благородные истины : [арх. 19 октября 2022] / Андросов В. П. // Хвойка — Шервинский [Электронный ресурс]. — 2017. — С. 513. — (Большая российская энциклопедия : [в 35 т.] / гл. ред. Ю. С. Осипов ; 2004—2017, т. 34). — ISBN 978-5-85270-372-9.
- Дюмулен Г. История дзэн-буддизма / пер с англ. Ю. Бондарева. — М.: ЗАО Центрполиграф, 2003. — 317 с. — ISBN 5-9524-0208-9.
- Лысенко В. Г. Буддизм // Индийская философия: Энциклопедия / Отв. ред. М. Т. Степанянц. — М.: Вост. лит.; Академический Проект; Гаудеамус, 2009. — С. 169—177. — 950 с. — ISBN 978-5-02-036357-1, ISBN 978-5-8291-1163-2, ISBN 978-5-98426-073-2.
- Лысенко В. Г. Ранний буддизм: религия и философия. Учебное пособие. — М.: ИФ РАН, 2003. — 246 с. — ISBN 5-201-02123-9.
- Лысенко В. Г. Чатвари арья сатьяни // Философия буддизма: энциклопедия / отв. ред. М. Т. Степанянц; ИФ РАН. — М.: Восточная литература, 2011. — С. 780—783. — 1045 с. — ISBN 978-5-02-036492-9.
- Сутры праджняпарамиты и специфика китайского буддизма // Духовная культура Китая: энциклопедия: в 5 т. Т. 2: Мифология. Религия / ред. M. Л. Титаренко и др. — М.: Восточная литература, 2007. — С. 284—287. — 869 с. — ISBN 978-5-02-018430-5.
- Торчинов Е. А. Благородные истины, четыре // Буддизм: Карманный словарь. — СПб.: Амфора, 2002. — С. 19—21. — 187 с. — ISBN 5-94278-286-5.
- Торчинов Е. А. Введение в буддологию. Курс лекций. — СПб.: Санкт-Петербургское философское общество, 2000. — 304 с. — ISBN 5-93597-019-8.
- Урбанаева И. С. Четыре Благородные Истины: презентация общего Учения Будды во взаимосвязи философии и медитации // Буддийская философия и медитация в компаративистском контексте (на основе индо-тибетских текстов и живой традиции тибетского буддизма) / Отв. ред. Л. Е. Янгутов. — Улан-Удэ: ИМБТ СО РАН, 2014. — С. 178—283. — 376 с. — ISBN 978-5-8200-0347-9.

### Буддийская литература
- Геше Джампа Тинлей. Четыре благородные истины: Комментарий ко второму тому «Ламрим Ченмо» Дже Цонкапы. — Улан Удэ: Дже Цонкапа, 2012. — 532 с. — ISBN 978-5-904974-09-1.
- Далай-лама XIV. Четыре Благородные Истины. Основные принципы буддийского учения. — Новосибирск: Дже Цонкапа, 2015. — 94 с. — ISBN 978-5-904974-56-5.
- Кеннетт Д. Четыре благородные истины // Водой торгуя у реки: Руководство по дзэнской практике / Пер. с англ. О. В. Стрельченко под ред. С. В. Пахомова. — СПб.: Наука, 2005. — С. 35—37. — 435 с. — ISBN 5-02-026884-4.
- Сунг Сан. Четыре Благородные Истины // Компас дзэн. — СПб.: Нестор-История, 2017. — С. 122—123. — 424 с. — ISBN 978-5-4469-1020-5.
- Шри Дхаммананда, Аджан Ча. Четыре Благородные Истины // Во что верят буддисты. Страдание можно прекратить. — М.: ИПЛ, 2017. — С. 117—120. — 320 с. — ISBN 978-5-4260-0123-7.